# Projekt Forbina
Projekt Forbina (ang. Colossus: The Forbin Project) – amerykański thriller fantastyczno-naukowy z 1970 stworzony pod szyldem wytwórni Universal Pictures i wyprodukowany przez Stanleya Chase'a. Jego reżyserem był Joseph Sargent. W filmie grają Eric Braeden, Susan Clark, Gordon Pinsent i William Schallert. Historia powstała na podstawie powieści Colossus z 1966 napisanej przez Dannisa Felthama Jonesa. Opowiada on o zaawansowanym amerykańskim systemie obronnym, który zyskuje świadomość. Gdy zdobywa pełną kontrolę, rozszerza swoje pierwotne dyrektywy obrony nuklearnej, aby przejąć całkowitą kontrolę nad światem, kończąc wszystkie działania wojenne dla dobra ludzkości. W filmie naukowcy nie są w stanie pojąć matematycznego dialogu maszyn.